# Xbalanque
Xbalanque var förmodligen en mångud i mytologin hos mayaindianerna i Mexiko.